# Waterford Harbour
Waterford Harbour (Iers: Loch Dá Chaoch / Cuan Phort Láirge) is een natuurlijke haven en estuarium aan de monding van De Drie Zusters: de rivieren de Nore, de Suir and the Barrow. De haven is ook een natuurlijke scheiding tussen County Wexford (oostzijde) en County Waterford (westzijde).
De haven is bevaarbaar tot New Ross en Waterford.